# Saint-Paul-le-Gaultier

Saint-Paul-le-Gaultier este o comună în departamentul Sarthe, Franța. În 2009 avea o populație de 290 de locuitori.